# 私のダイナ
『私のダイナ』（わたしのダイナ、原題：英語: Chained）は、1934年に製作・公開されたアメリカ合衆国の映画である。エドガー・セルウィンの原作を基にクラレンス・ブラウンが監督、ジョーン・クロフォードとクラーク・ゲーブルが主演した。

## キャスト
- ダイアン・ラヴァリング：ジョーン・クロフォード
- マイケル・ブラッドレー：クラーク・ゲーブル
- リチャード・I・フィールド：オットー・クルーガー
- ミッキー・ルーニー（クレジットなし）

## スタッフ
- 監督：クラレンス・ブラウン
- 製作：クラレンス・ブラウン、ハント・ストロンバーグ
- 脚本：ジョン・リー・メイヒン
- 音楽：ハーバート・ストサート
- 撮影：ジョージ・J・フォルシー
- 編集：ロバート・カーン
- 美術：セドリック・ギボンズ
- 衣裳：エイドリアン
- 録音：ダグラス・シアラー